# 土岐雄三
土岐 雄三（とき ゆうぞう、1907年6月16日 - 1989年8月7日）は、日本の作家。

## 来歴
東京生まれ。青山学院商科卒。銀行員のかたわらユーモア小説を書き、放送作家も務めた。山本周五郎の研究もしていた。埼玉県浦和市に住んでいた。
1980年参院選に埼玉県選挙区から無所属で出馬し、落選している。

## 著書
- 『お・や・つ コント歳時記』朝日新聞社（朝日文化手帖） 1954
- 『花嫁の父となりぬ』大日本雄弁会講談社（ロマン・ブックス）1957
- 『カミさんと私』講談社（ロマン・ブックス） 1958
- 『おしゃべり物語 サラリーマン奥様学』浪速書房 1958
- 『夫婦の味』光風社 1960
- 『赤ちゃん百景』東都書房 1961
- 『サラリーマン人生』日本経済新聞社 1963
- 『くたばれ上役 新・サラリーマン出世術』冬樹社 1963
- 『サラリーマン歳時記』日本経済新聞社 1964
- 『花嫁の父』日本文華社（文華新書） 1966
- 『おとな読本 いろいろの道教えます』未央書房 1967
- 『社長泣き笑い日記』日本法令様式販売所 1969
- 『それゆけ新人・泣くな中堅・がんばれ幹部』ダイヤモンド社 1969
- 『わが山本周五郎』文藝春秋 1970  のち文庫
- 『弱いぞ亭主！』東京スポーツ新聞社（ライフ・ブックス） 1970
- 『夫婦攻防譚』潮出版社 1971
- 『ビジネス不作法読本』日本生産性本部 1973
- 『部下を育てる 私のリーダーシップ論』総合労働研究所（LD文庫） 1974
- 『車のない街』鷹書房 1975
- 『男の美学』産業労働調査所 1978.5 のち三笠書房（知的生きかた文庫）
- 『非行老年のすすめ』山手書房 1979.2
- 『非行老年の冒険』山手書房 1981.1
- 『家庭株式会社』PHP研究所 1981.9
- 『娘の結婚・息子の結婚』日本実業出版社 1982.11
- 『ちょっと内緒の艶ばなし』山手書房 1982.8
- 『人生まだ昼下り 土岐雄三人生雑記帳』日本社 1982.10
- 『山本周五郎からの手紙』（編）未來社 1984.10
- 『人生つづれ織り 売文渡世人書き下ろし短編集』日本文芸社 1985.7
- 『男たるもの ビジネスマン人生ドラマ模様』廣済堂出版 1985.6
- 『土岐雄三の御免なすって 人生の達人』広済堂出版 1985.10
- 『生きている山本周五郎』未来社 1986.5
- 『大きなお世話だ！』文化出版局 1986.9
- 『「カミさんと私」の物語』新潮社 1987.12
- 『私の型破り戒老学 “生涯現役”をつらぬく生き方』大和出版 1988.12
- 『亭主の美学』三笠書房（知的生きかた文庫） 1988
- 『サラリーマン九回裏』文化出版局 1988.8
- 『これが最後の「カミさんと私」の物語』新潮社 1989.12